# Bauer Cup 2001
Il Bauer Cup 2001 è stato un torneo di tennis facente parte della categoria ATP Challenger Series nell'ambito dell'ATP Challenger Series 2001. Il torneo si è giocato a Eckental in Germania dal 5 all'11 novembre 2001 su campi in sintetico indoor.

## Vincitori

### Singolare
Alexander Popp ha battuto in finale  Peter Wessels con il punteggio di 6–4, 5–7, 6–2

### Doppio
George Bastl /  Neville Godwin hanno battuto in finale  Yves Allegro /  Marcus Hilpert con il punteggio di 6–4, 4–6, 7–5